# ماریان (مجله)
ماریان (تلفظ فرانسوی: [maʁjan]) یک مجله خبری فرانسوی در پاریس است که در سال ۱۹۹۷ توسط ژان فرانسوا کان و موریس سافران تأسیس شد. گرایش اصلی سیاسی آن به عنوان حاکمیت چپ توصیف شد. امروز به عنوان جناح راست توصیف می‌شود. از سال ۲۰۱۸، سردبیر آن ناتاشا پولونی است. در سال ۲۰۲۱ خط تحریریه آن اغلب با مجله راست افراطی والر اکتوئل توسط رسانه‌های چپ مقایسه می‌شد.

## تاریخچه و مشخصات
ماریان در سال ۱۹۹۷ توسط ژان فرانسوا کان با موریس سافران به عنوان ویراستار ایجاد شد. عنوان آن برگرفته از عنوان ماریان (مجله، ۱۹۴۰–۱۹۳۲) است، یک مجله سیاسی و ادبی سابق با گرایش چپ که در پاریس در دهه ۱۹۳۰ منتشر می‌شد، مجله‌ای که اکنون منقرض شده‌است. در زمان ایجاد آن، خط تحریریه مجله نسبتاً چپ تلقی می‌شد.